# 安·韦奇沃思
安·韦奇沃思（英語：Ann Wedgeworth，1934年1月21日—2017年11月16日），女，美国演员。曾获得国家影评人协会奖最佳女配角。